# Klippmålningarna i Kondoa
Klippmålningarna i Kondoa ligger inom ett vidsträckt område ( 2 336 km2) vid Massajstäppen i nordöstra Tanzania  mellan  Arusha och Dodoma 20 km norr om staden Kondoa. Målningarna finns på minst 150 platser skyddade från sol, vind och regn av naturliga grottor och överhäng. 2006 blev klippmålningarna upptagna på Unescos världsarvslista. Vid sidan om världsarvet finns också det tentativa världsarvet Kondoa Irangis klippmålningar kvar, troligen tänkt som en framtida utvidgning av världsarvet. Grottorna har målade väggar och målningarna har tillkommit under minst 2000 år. Målningarna avbildar utdragna människor, djur och jaktscener.
Turister som vill se målningarna uppmanas att anmäla sig till Fornlämningsavdelningens kontor vid huvudvägen i byn Kolo och be om en guide.